# Alexandre-Théophile Vandermonde
Alexandre-Théophile Vandermonde (28 de febrero de 1735, París-1 de enero de 1796, ibíd.) fue un músico y químico francés que trabajó con Bézout y Lavoisier, aunque en la actualidad su nombre vaya principalmente asociado a la teoría de los determinantes en matemáticas. Nació y vivió toda su vida en París.

## Carrera
Procedía de una familia de origen flamenco; su padre era un médico originario de Landrices, que, tras haber servido durante 12 años en Oriente como médico de una delegación francesa, se instaló como practicante en París, donde nacería Alexandre-Théophile. Inicialmente, demostró un gran entusiasmo por la música, y su familia le procuró una esmerada formación como violinista, sin descuidar el resto de su educación. Aunque era un hábil violinista, no tuvo mucho éxito en su carrera musical. 
A los 35 años, en 1770, Fontaine des Bertins lo introdujo en las matemáticas, transmitiéndole un entusiasmo que pronto hizo suyo. Tras una formación matemática muy breve pero intensa, a finales de 1770 escribió su primera obra, Mémoire sur la résolution des équations, donde abordaba el problema de las funciones simétricas y la resolución de polinomios ciclotómicos, anticipando la posterior teoría de Galois. Dicho escrito fue leído públicamente en diciembre de 1770 en la Academia de las Ciencias de Francia, órgano que no solía hacer tal cosa salvo si se trataba del trabajo de un miembro. 
Tanto este escrito como los tres siguientes son, de hecho, valiosas contribuciones en algunos de los campos matemáticos más novedosos de la época. Su segundo trabajo, de 1771, titulado Remarques sur des problèmes de situation, es una pieza clave en el desarrollo de la topología, más si cabe si se tiene en cuenta que Vandermonde no estaba familiarizado con los trabajos de Euler al respecto: en él estudiaba la urdimbre y los entramados de cuerdas e hilos desde un punto de vista cuasi-topológico, y anticipaba la teoría de nudos explicitando la importancia de las propiedades topológicas al tratar las propiedades de los nudos:
"Cualesquiera que sean los giros y las vueltas de los hilos en el espacio, uno siempre puede obtener una expresión para el cálculo de sus dimensiones [de los hilos], si bien tal expresión será de escasa utilidad en la práctica. Los artesanos que construyen una red, una trenza o algunos nudos estarán más preocupados no por asuntos de medida, sino de posición: lo que le importará será el modo en que los hilos se entrelazan."
El mismo año fue elegido miembro de la Academia de Ciencias de Francia. Sus dos últimas contribuciones a las matemáticas las haría siendo ya miembro de la misma: en su Mémoire sur des irrationnelles de différents ordres avec une application au cercle (1772) abordó la combinatoria, y en su Mémoire sur l'élimination (1772) expuso algunos de los fundamentos de la Teoría de los Determinantes. Estos trabajos fueron presentados ante la Academia de Ciencias, y constituyen toda su obra publicada. 
El famoso determinante de Vandermonde no aparece de manera explícita, y de hecho no se deduce de esta última obra, sino de su Mémoire sur la résolution des équations, donde expone un procedimiento parecido a la resolución de curvas interpoladas en las que, en la reformulación moderna, está presente el susodicho determinante. Respecto a la matriz de que procede el determinante, estas entidades, las matrices, ni tan siquiera habían sido definidas por aquel entonces; no obstante, sí se tenía una noción muy desarrollada de lo que era un determinante.

### Otros aportes
A partir de 1772 no publicaría nada más sobre matemáticas. Sin embargo, como miembro de la Academia de Ciencias Vandermonde entró en contacto con algunos de los científicos más destacados de la época. Pudo conocer a los químicos Bézout y Lavoisier, con los que pronto inició una estrecha colaboración. En 1777 publicó los resultados de una serie de experimentos que había llevado a cabo con Bézout y Lavoisier; los experimentos investigaban el efecto de las bajas temperaturas.  
Diez años después, en 1787, publicaría, con Gaspard Monge y Bertholet, dos tratados sobre la manufactura del acero, con el objeto de mejorar el acero empleado en bayonetas, para lo cual experimentó diversas combinanciones de hierro y carbono en la aleación. La relación científica que mantuvo con Monge fue muy estrecha, uniéndolos una gran amistad, tanto así que sus amigos solían llamarlo la femme de Monge (la mujer de Monge). 
En 1778 presentó ante la Academia de Ciencias la primera parte de su influyente teoría musical: Système d'harmonie applicable à l'état actuel de la musique; la segunda parte la publicaría en 1780. Contrario a lo que habría cabido esperar, no exploró la relación entre música y matemáticas, ni expuso ninguna teoría de la armonía desde un punto de vista matemático, sino que, en cambio, defendió que los músicos debían ignorar toda teoría musical, y confiar únicamente en sus oídos entrenados. La obra dividió profundamente al mundo musical francés, todavía recuperándose de la Querelle des Bouffons y muy influenciado por el tratado de la armonía de Rameau.  
Aunque muchos músicos se opusieran, su trabajo se impuso, sobre todo a partir de comienzos del siglo XIX, cuando la Academia de Ciencias decidió sacar la música de las matemáticas (área en la que hasta entonces estaba entroncada), y colocarla dentro de las artes. Esta desclasificación, promovida por un matemático de primera fila como Vandermonde, aunque ahora pudiera parecer extraña, fue toda una innovación, pues desde la Antigua Grecia la música había sido considerada como parte de las matemáticas. 
Al igual que su amigo Monge, defendió la Revolución francesa, aunque pronto decidió situarse al margen y dedicarse a la Ciencia. Tras el fin del reinado del Terror (que había costado la cabeza a su amigo Lavoisier), participó en la École Normal junto con Laplace, Lagrange y Monge, y se involucró en algunos asuntos de economía política antes de morir, tras una larga enfermedad, en 1796.

### Legado
Vandermonde es sobre todo conocido por las matrices de Vandermonde, denominadas así en su honor. Dichas matrices no aparecen de manera explícita en su obra, y el nombre se lo deben, sobre todo, a una muy generosa interpretación que hiciera Lebesgue en 1940 de unos apuntes de Vandermonde. Igualmente, una identidad fundamental de la combinatoria, la Identidad de Vandermonde, se llama así en su honor. Sin embargo, quizá su aportación más influyente, y más desconocida, haya sido la de desligar la teoría musical de las matemáticas.

## Algunas publicaciones
- Mémoire sur la résolution des équations; 1771.
- Remarques sur des problèmes de situation; 1771.
- Mémoire sur des irrationnelles de différens ordres avec une application au cercle; 1772.
- Mémoire sur l'élimination; 1772.

## Eponimia
- Matriz de Vandermonde
- Determinante de Vandermonde
- Identidad de Vandermonde
- q-identidad de Vandermonde